# 黑志德
黑志德（1913年—1956年），男，陕西延长人。中国共产党党员。中共延安地委书记。

## 生平
黑志德是黑宪章的养子。1933年加入中国共产党，参加革命。抗日战争期间，在西北解放区任职。
因患肝脏癌症于1956年6月24日下午5时50分在北京逝世，享年43岁。当日成殓6月27日安葬于八宝山革命公墓。